# Shumpei Fukahori
Shumpei Fukahori (深堀 隼平 Fukahori Shumpei?, nacido el 29 de junio de 1998 en Nagakute, Aichi) es un futbolista japonés que se desempeña como centrocampista en el Mito HollyHock de la J2 League.

## Trayectoria

### Clubes
| Club                            | País     | Año    |
| ------------------------------- | -------- | ------ |
| Nagoya Grampus                  | Japón    | 2017 - |
| Vitória de Guimarães B (cedido) | Portugal | 2019   |
| Mito HollyHock (cedido)         | Japón    | 2020 - |

## Estadística de carrera

### J. League
| Club           | Año   | J. League | J. League | Copa J. League | Copa J. League | Total | Total |
| Club           | Año   | Part.     | Goles     | Part.          | Goles          | Part. | Goles |
| -------------- | ----- | --------- | --------- | -------------- | -------------- | ----- | ----- |
| Nagoya Grampus | 2017  | 2         | 0         | -              | -              | 2     | 0     |
| Total          | Total | 2         | 0         | 0              | 0              | 2     | 0     |